# Cullodeni csata
A cullodeni csata 1746. április 16-án zajlott a Skót-felföldön II. György brit király és a Stuart-házi Charles Edward Stuart jakobita herceg között.

## Előzmények
II. György Hannover-házi brit király uralkodása idején érte el csúcspontját Skóciában a Stuart-restauráció híveinek szervezkedése.
A trónjától megfosztott és száműzött Stuart-házi és katolikus vallású II. Jakab angol király nem mondott le trónjáról, hanem folyamatosan megpróbálta visszaszerezni azt támogatói, a jakobiták segítségével, akik II. Jakabot tartották Anglia, Skócia és Írország legitim uralkodójának. Törekvése sikertelen volt, de fia, James Francis Edward Stuart és unokája, Charles Edward Stuart folytatták küzdelmét a trón visszafoglalásáért.

## A második jakobita felkelés
A Skóciában 1715-ben kitört első jakobita felkelést 1745-ben – a francia támogatás ígéretével, amely végül nem jött létre – egy sokkal nagyobb összefogás követte Charles Edward Stuart vezetésével. A herceg politikai befolyását és kapcsolatait latba vetve jelentős összeget gyűjtött össze, amelyen fegyvereket vásárolt, és 1745 szeptemberében csapataival partra szállt Skócia partjainál. Önkéntes katonáin kívül (amelyet szép számmal alkottak írek, franciák és angolok is) sikerült megnyernie több skót klán bizalmát, így szeptember 21-én egy taktikai csellel fényes győzelmet aratott az angolok felett az Edinburgh-hoz közeli Prestonpansnál. A fellelkesült sereg több csatát is megvívott ezután változó sikerrel. A herceg Anglia felé vonult, ám Carlisle ostroma nem sikerült, így a jakobita felkelés pusztán Skóciára szorítkozott, de ott szívósan ellenállt a növekvő angol túlerőnek.
A legnagyobb sikert Falkirknél, 1746. január 17-én érte el. A képzett vöröskabátos angol gyalogság ellen szinte csak a skót klánok tartánba öltözött pajzsos-kardos felkelőit tudta felállítani. A keménykötésű felföldiek azonban képesek voltak akaratukat rákényszeríteni az ellenségre, és a nekik kedvező közelharcban dőlt el a csata.
A további eredményeket megakadályozandó az angol sereg folyamatosan kapta a megerősítő utánpótlást (köztük hannoveri és hesseni zsoldosokat), így Charles Edward herceg egyre inkább visszaszorult a skót felföldre. A kedvezőtlen időjárási viszonyok, az éhezés is egyre inkább rontotta a seregben uralkodó morált. Április 12-én éjjel a herceg, a meglepetés erejében bízva, megtámadta a pihenő angol tábort, azonban nem jártak sikerrel. Ennek következtében a hannoveriek előrenyomulásakor a jakobita sereg már jelentős veszteségeket szenvedett. Kénytelenek voltak visszahúzódni az Invernesshez közeli Culloden Moorig, arra a mocsaras területre, amitől többen is óva intették a herceget.

## A csata
1746. április 16-án tehát itt érkezett el az utolsó csata napja. A megközelítőleg egyenlő létszámban felsorakozott két sereg felszerelésében, felkészültségében és képzettségében óriási különbségek voltak. Míg a II. György király legfiatalabb fia, Vilmos Ágost (1726 - 1765), Cumberland hercege által vezetett, kiválóan képzett angolok dragonyos lovasezreddel, lövegekkel, kartácsokkal rendelkeztek, a skót felkelők – néhány ágyútól eltekintve – szinte csak kaszákkal, pallosokkal, kardokkal és tőrökkel felfegyverkezve indultak a halálba. A cullodeni csatamező sík felülete sem kedvezett az „Üss, fuss, rejtőzz!” taktikát kedvelő skótoknak, így az első eldördülő kartácstűz iszonyú pusztítást végzett a parancsra várók soraiban. A roham elmaradása végzetes hibának bizonyult: a megbomlott sorok kétségbeesve igyekeztek menekülni a rájuk zúduló ágyú- és golyózápor elől. Mivel a megszokott, test test elleni harcmodorukat nem sikerült ellenfelükre kényszeríteni, a dragonyosok azonnal és kíméletlenül lemészárolták a menekülőket. A véres ütközet még egy óráig sem tartott. Azoknak a túlélőknek volt csak némi esélyük, akik a hegyekben kerestek menedéket, de a tisztogatások őket is utolérték, és még jó néhány évig eltartottak. Akikre rábizonyították az árulás tényét, bebörtönözték és kivégezték. Charles Edward herceg egy keskeny lélekvesztőn, álruhában menekült Skye-szigetére Flora MacDonald segítségével, ahonnan továbbutazott Franciaországba. A cullodeni vereség után a Stuart-ház már nem tett több kísérletet a trón visszaszerzésére.

## A csata következményei
A brit kormány végleges megoldásra törekedett a skót kérdés rendezésében: betiltotta a hagyományos viseletet (tartán), a skót dudát, a fegyverek viselését claymore (kétélű skót kard), dirk (skót tőr), sgian-dubh (elrejtett tőr), sőt, még az ősi gael nyelven sem szólalhattak meg. Ezek az intézkedések lassan elsorvasztották a jakobita törekvéseket, és nem csak a skót klánrendszer, a hagyományok és szokások végét, hanem egy nép identitásának megszűnését is jelentették.